# Ligne Rias
La ligne Rias (リアス線, Riasu-sen) est une ligne ferroviaire exploitée par la compagnie Santetsu dans la préfecture d'Iwate au Japon. Elle relie la gare de Sakari à Ōfunato à la gare de Kuji à Kuji en longeant la côte de Sanriku.

## Histoire
La ligne Rias a été créée le 23 mars 2019 de la fusion de 3 lignes :
- la ligne Rias-nord (北リアス線?) entre Kuji et Miyako,
- la portion de la ligne Yamada entre Miyako et Kamaishi,
- la ligne Rias-sud (南リアス線?) entre Kamaishi et Sakari.

De nombreuses portions de la ligne ont été endommagées lors du séisme de 2011 de la côte Pacifique du Tōhoku.
La gare de Shin-Tarō ouvre le 18 mai 2020.

## Caractéristiques

### Ligne
- Longueur : 163,0 km
- Ecartement : 1 067 mm
- Nombre de voies : Voie unique

### Services
La ligne est parcourue par des trains omnibus et un train rapide.

### Liste des gares

La ligne à Horinai.

| Gare                  | Nom japonais       | Distance (km) | Correspondances                     | Localisation |
| --------------------- | ------------------ | ------------- | ----------------------------------- | ------------ |
| Sakari                | 盛                 | 0             | JR East : Ōfunato (services de bus) | Ōfunato      |
| Rikuzen-Akasaki       | 陸前赤崎           | 3,7           |                                     | Ōfunato      |
| Ryōri                 | 綾里               | 9,1           |                                     | Ōfunato      |
| Koishihama            | 恋し浜             | 12,0          |                                     | Ōfunato      |
| Horei                 | 甫嶺               | 14,3          |                                     | Ōfunato      |
| Sanriku               | 三陸               | 17,0          |                                     | Ōfunato      |
| Yoshihama (ja)        | 吉浜               | 21,6          |                                     | Ōfunato      |
| Tōni                  | 唐丹               | 27,7          |                                     | Kamaishi     |
| Heita                 | 平田               | 33,1          |                                     | Kamaishi     |
| Kamaishi              | 釜石               | 36,6          | JR East : Kamaishi                  | Kamaishi     |
| Ryōishi               | 両石               | 42,7          |                                     | Kamaishi     |
| Unosumai              | 鵜住居             | 44,9          |                                     | Kamaishi     |
| Ōtsuchi               | 大槌               | 48,9          |                                     | Ōtsuchi      |
| Kirikiri              | 吉里吉里           | 52,3          |                                     | Ōtsuchi      |
| Namiita-Kaigan        | 浪板海岸           | 54,1          |                                     | Ōtsuchi      |
| Iwate-Funakoshi       | 岩手船越           | 60,5          |                                     | Yamada       |
| Orikasa               | 織笠               | 63,3          |                                     | Yamada       |
| Rikuchū-Yamada        | 陸中山田           | 65,5          |                                     | Yamada       |
| Toyomane              | 豊間根             | 76,6          |                                     | Yamada       |
| Haraigawa             | 払川               | 80,7          |                                     | Miyako       |
| Tsugaruishi           | 津軽石             | 82,8          |                                     | Miyako       |
| Yagisawa Miyakotandai | 八木沢・宮古短大駅 | 88,2          |                                     | Miyako       |
| Sokei                 | 磯鶏               | 90,0          |                                     | Miyako       |
| Miyako                | 宮古               | 92,0          | JR East : Yamada                    | Miyako       |
| Yamaguchi Danchi      | 山口団地           | 93,6          |                                     | Miyako       |
| Ichinowatari          | 一の渡             | 98,2          |                                     | Miyako       |
| Sabane                | 佐羽根             | 101,1         |                                     | Miyako       |
| Tarō                  | 田老               | 104,7         |                                     | Miyako       |
| Shin-Tarō             | 新田老             | 105,2         |                                     | Miyako       |
| Settai                | 摂待               | 113,5         |                                     | Miyako       |
| Iwaizumi-Omoto        | 岩泉小本           | 117,1         |                                     | Iwaizumi     |
| Shimanokoshi          | 島越               | 125,6         |                                     | Tanohata     |
| Tanohata              | 田野畑             | 127,6         |                                     | Tanohata     |
| Fudai                 | 普代               | 136,9         |                                     | Fudai        |
| Shiraikaigan          | 白井海岸           | 140,3         |                                     | Fudai        |
| Horinai               | 堀内               | 143,4         |                                     | Fudai        |
| Noda-Tamagawa         | 野田玉川           | 147,9         |                                     | Noda         |
| Tofugaura-Kaigan      | 十府ヶ浦海岸       | 149,6         |                                     | Noda         |
| Rikuchū-Noda          | 陸中野田           | 151,9         |                                     | Noda         |
| Rikuchū-Ube           | 陸中宇部           | 155,3         |                                     | Kuji         |
| Kuji                  | 久慈               | 163,0         | JR East : Hachinohe                 | Kuji         |